# المپیاد زیست‌شناسی ایران

لحظه ورود اعضای تیم ملی المپیاد زیست‌شناسی ایران به مراسم گشایش بیست و یکمین المپیاد جهانی زیست‌شناسی در چن وون کره جنوبی، ژوئیهٔ ۲۰۱۰

المپیاد زیست‌شناسی ایران در تابستان ۱۳۷۷ هنگام برگزاری نهمین المپیاد جهانی زیست‌شناسی در کیل، آلمان، شکل گرفت. در این زمان دکتر محمد کرام الدینی که به عنوان ناظر در جلسات داوری این المپیاد شرکت داشت، درخواست عضویت ایران را مطرح کرد که به اتفاق آراء تصویب شد.
نخستین دانش‌آموزان ایرانی در تابستان ۱۳۷۸ در دهمین المپیاد جهانی زیست‌شناسی که در اوپسالا واقع در سوئد برگزار می‌شد، شرکت کردند و با کسب دو مدال نقره و یک مدال برنز به کشور بازگشتند. از آن پس تا کنون همه‌ساله المپیاد جهانی که در کشورهای عضو برگزار می‌شود، میزبان تیم‌های ملی المپیاد زیست‌شناسی ایران بوده‌است.

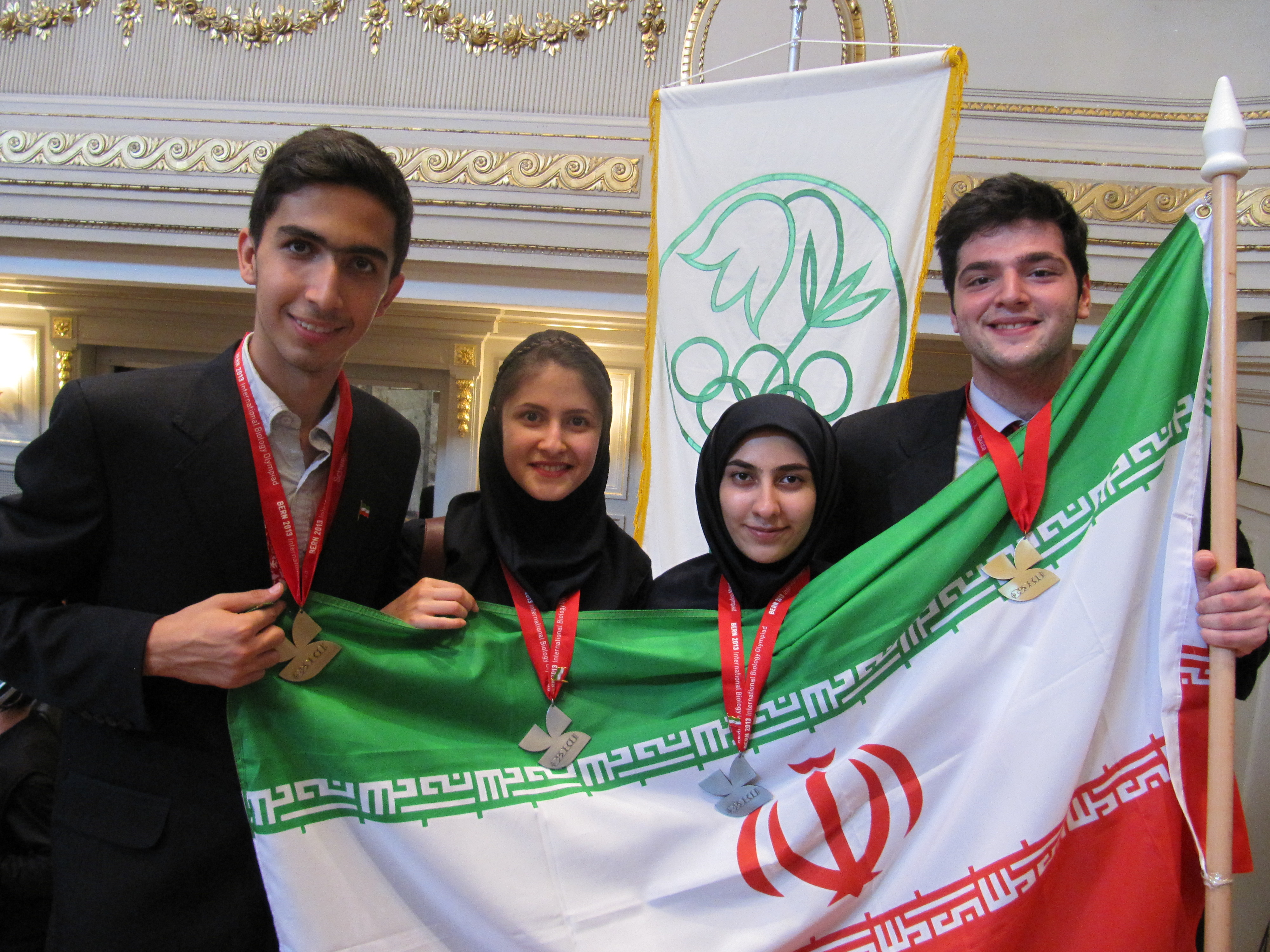
اعضای تیم ملی المپیاد زیست‌شناسی ایران برندگان دو مدال طلا و دو مدال نقره در بیست و چهارمین المپیاد جهانی زیست‌شناسی برن، سویس، ژوئیهٔ ۲۰۱۳

## اهداف
یکی از هدف‌های المپیاد زیست‌شناسی ایران به چالش کشیدن و تقویت دانش و توانایی‌های دانش‌آموزان با استعداد و تشویق آنان به ورود به یکی از رشته‌های زیست‌شناسی دانشگاهی به منظور تقویت و پیشبرد علم زیست‌شناسی در کشور است. پیشرفت آموزش زیست‌شناسی در کشور و ارتباط‌های متقابل علمی با جامعه علمی جهانی از دیگر اهداف این المپیاد است.

اعضای تیم ملی المپیاد زیست‌شناسی کشور در سفری علمی جانورشناسی در ساحل چابهار، زمستان ۱۳۸۹

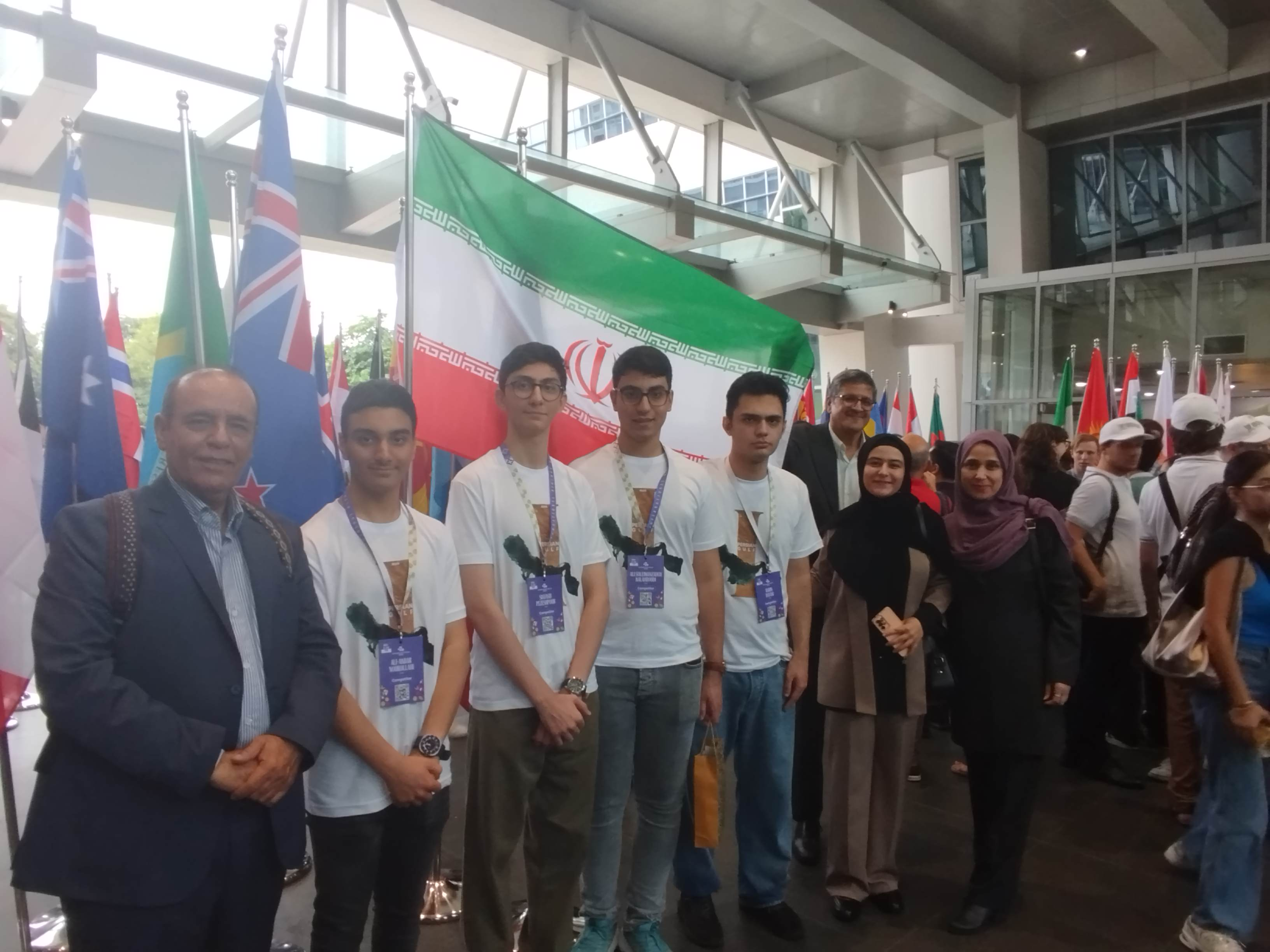
اعضای تیم ملی المپیاد زیست‌شناسی کشور در سی‌وششمین المپیاد جهانی زیست‌شناسی، فیلیپین.

## نتایج
تا کنون دستاوردهای دانش‌آموزان ایران در المپیادهای جهانی زیست‌شناسی تا پایان سال ۲۰۲۵ شامل ۲۳ طلا و ۵۵ نقره و ۲۸ برنز و مجموع ۱۰۶ مدال بوده‌است:
| شماره | المپیاد جهانی                               | میزبان           | نتایج (تعداد و نوع مدال‌ها) |
| ----- | ------------------------------------------- | ---------------- | -------------------------- |
| ۱     | ۱۹۹۹، دهمین المپیاد جهانی زیست‌شناسی         | سوئد             | دو نقره و یک برنز          |
| ۲     | ۲۰۰۰ یازدهمین المپیاد جهانی زیست‌شناسی       | ترکیه            | دو نقره و یک برنز          |
| ۳     | ۲۰۰۱ دوازدهمین المپیاد جهانی زیست‌شناسی      | بلژیک            | یک طلا، دو نقره و یک برنز  |
| ۴     | ۲۰۰۲ سیزدهمین المپیاد جهانی زیست‌شناسی       | لتونی            | دو نقره و دو برنز          |
| ۵     | ۲۰۰۳ چهاردهمین المپیاد جهانی زیست‌شناسی      | روسیه سفید       | سه نقره و یک برنز          |
| ۶     | ۲۰۰۴ پانزدهمین المپیاد جهانی زیست‌شناسی      | استرالیا         | یک نقره و دو برنز          |
| ۷     | ۲۰۰۵ شانزدهمین المپیاد جهانی زیست‌شناسی      | چین              | سه نقره و یک برنز          |
| ۸     | ۲۰۰۶ هفدهمین المپیاد جهانی زیست‌شناسی        | آرژانتین         | سه نقره و یک برنز          |
| ۹     | ۲۰۰۷ هجدهمین المپیاد جهانی زیست‌شناسی        | کانادا           | چهار نقره                  |
| ۱۰    | ۲۰۰۸ نوزدهمین المپیاد جهانی زیست‌شناسی       | هندوستان         | دو نقره و دو برنز          |
| ۱۱    | ۲۰۰۹ بیستمین المپیاد جهانی زیست‌شناسی        | ژاپن             | یک طلا و سه نقره           |
| ۱۲    | ۲۰۱۰ بیست و یکمین المپیاد جهانی زیست‌شناسی   | کره جنوبی        | سه نقره و یک برنز          |
| ۱۳    | ۲۰۱۱ بیست و دومین المپیاد جهانی زیست‌شناسی   | تایوان           | دو نقره و دو برنز          |
| ۱۴    | ۲۰۱۲ بیست و سومین المپیاد جهانی زیست‌شناسی   | سنگاپور          | سه نقره و یک برنز          |
| ۱۵    | ۲۰۱۳ بیست و چهارمین المپیاد جهانی زیست‌شناسی | سویس             | دو طلا و دو نقره           |
| ۱۶    | ۲۰۱۴ بیست و پنجمین المپیاد جهانی زیست‌شناسی  | اندونزی          | یک طلا و دو برنز           |
| ۱۷    | ۲۰۱۵ بیست و ششمین المپیاد جهانی زیست‌شناسی   | دانمارک          | یک طلا، دو نقره و یک برنز  |
| ۱۸    | ۲۰۱۶ بیست و هفتمین المپیاد جهانی زیست‌شناسی  | ویتنام           | یک نقره و سه برنز          |
| ۱۹    | ۲۰۱۷ بیست و هشتمین المپیاد جهانی زیست‌شناسی  | انگلستان         | دو طلا، یک نقره و یک برنز  |
| ۲۰    | ۲۰۱۸ بیست و نهمین المپیاد جهانی زیست‌شناسی   | ایران            | دو طلا، یک نقره و یک برنز  |
| ۲۱    | ۲۰۱۹ سی‌امین المپیاد جهانی زیست‌شناسی         | مجارستان         | سه نقره و یک برنز          |
| ۲۲    | ۲۰۲۰ سی و یکمین المپیاد جهانی زیست‌شناسی     | ژاپن             | سه نقره و یک برنز          |
| ۲۳    | ۲۰۲۱ سی و دومین المپیاد جهانی زیست‌شناسی     | پرتغال           | یک طلا، یک نقره و دو برنز  |
| ۲۴    | ۲۰۲۲ سی و سومین المپیاد جهانی زیست‌شناسی     | ارمنستان         | چهار طلا                   |
| ۲۵    | ۲۰۲۳ سی و چهارمین المپیاد جهانی زیست‌شناسی   | امارات متحد عربی | دو طلا و دو نقره           |
| ۲۶    | ۲۰۲۴ سی و پنجمین المپیاد جهانی زیست‌شناسی    | قزاقستان         | سه طلا و یک نقره           |
| ۲۷    | ۲۰۲۵ سی و ششمین المپیاد جهانی زیست‌شناسی     | فیلیپین          | سه طلا و یک نقره           |

دانش آموزان ایرانی تاکنون ۲۷ دوره در المپیاد جهانی زیست‌شناسی شرکت کرده‌اند که بالاترین نتایج چهار مدال طلا و رتبهٔ نخست جهان در سال ۲۰۲۲ بوده و پر تکرارترین نتیجه ۳ نقره و ۱ برنز بوده‌است که ۷ بار تکرار شده‌است.
اسامی افرادی که موفق به کسب مدال طلا در المپیاد جهانی شده‌اند:
۱- سال ۲۰۰۱: ساسان امینی

۲- سال ۲۰۰۹: آریا حاج میرزائیان

۳- سال ۲۰۱۳: امین آراسته

۴- سال ۲۰۱۳ :امیر اشرف گنجویی

۵- سال ۲۰۱۴: کاوه سامع

۶- سال ۲۰۱۵: محمد امین صادقی

۷- سال ۲۰۱۷: محمد جواد مقراضی

۸- سال ۲۰۱۷: علیرضا درزی رادمندی

۹- سال ۲۰۱۸: پارمیدا سادات پزشکی

۱۰ - سال ۲۰۱۸: نیکان امیرخانی

۱۱- سال ۲۰۲۱: زهرا حسینی نیا

۱۲- سال ۲۰۲۲: مهدی افشاری

۱۳ - سال ۲۰۲۲: امیررضا زینالی

۱۴ - سال ۲۰۲۲: محمدامین کیانی

۱۵ - سال ۲۰۲۲: محمد مهدی رحیم پور

۱۶. سال ۲۰۲۳: علی قاسملوی

۱۷. سال ۲۰۲۳: آرمان فرقانی 

۱۸. سال ۲۰۲۴: پوریا نوری نیارکی

۱۹. سال ۲۰۲۴: آرش صمدی

۲۰. سال ۲۰۲۴: سپهر چاچی

۲۱. سال ۲۰۲۵: سیاوش پزشپور

۲۲. سال ۲۰۲۵: علی‌اکبر نورالهی

۲۳. سال ۲۰۲۵: علی سلیمان‌زاده

## سازمان
المپیاد زیست‌شناسی ایران هم‌اکنون از سوی سازمان ملی پرورش استعدادهای درخشان و دانش‌پژوهان جوان وابسته به وزارت آموزش و پرورش اداره می‌شود. بنیان‌گذار و نخستین رئیس آن دکتر محمد کرام الدینی نویسنده و مترجم ایرانی بود که تا سال ۱۳۸۵ ریاست افتخاری آن را بر عهده داشت. از آن پس تا سال ۱۴۰۱ کمیته علمی المپیاد زیست‌شناسی کشور، زیر نظر دکتر سامان حسینخانی استاد بیوشیمی دانشگاه تربیت مدرس تهران اداره می‌شد. از سال ۱۴۰۱ تا ۱۴۰۳، محمد نوروزی این مسئولیت را بر عهده داشت. از سال ۱۴۰۴ محمدحسین متألهی برنده‌ی مدال نقره‌ی بیست و یکمین المپیاد جهانی زیست‌شناسی ۲۰۱۰، کره‌ی جنوبی، به ریاست این المپیاد منصوب شده است. 